# William Cavendish (2e comte de Devonshire)
Pour les articles homonymes, voir William Cavendish.
William Cavendish (vers 1590 – 20 juin 1628), 2e comte de Devonshire, est un courtisan et politicien anglais qui a siégé à la Chambre des communes de l'Angleterre (en) de 1614 à 1626.

## Famille
William Cavendish épouse Christian(a) Bruce, fille d'Edward Bruce (en) le 10 avril 1608. Ils ont trois enfants :
- Anne Cavendish (c. 1611–?), épouse Robert Rich et n'ont pas d'enfants.
- William Cavendish, 3e comte de Devonshire (1617–1684)
- Charles Cavendish (1620–1643)